# دفلز ترامبنغ جراوند

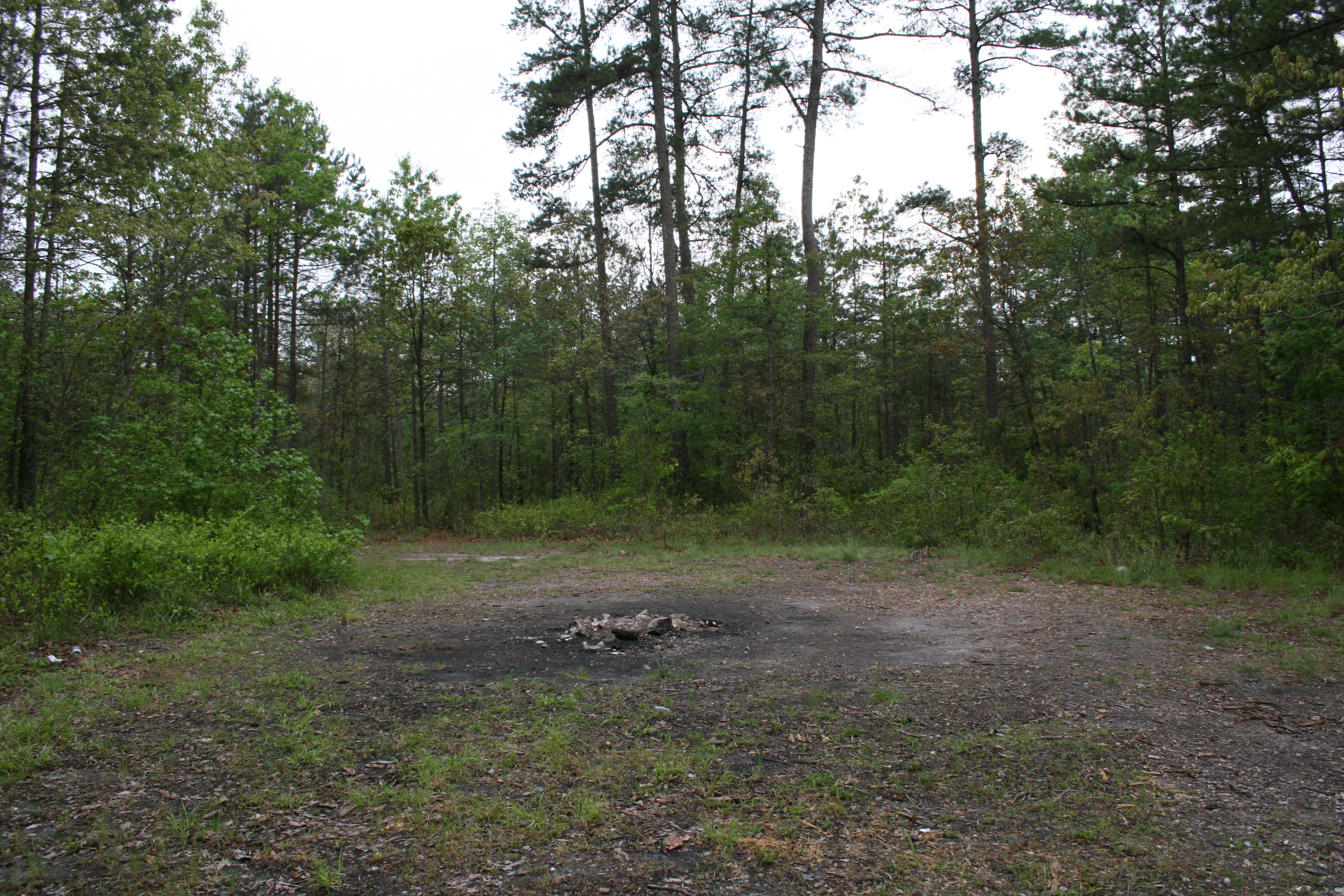
دفلز ترمبنغ جراوند في 5 مايو 2007

دفلز ترمبنغ جراوند (بالإنجليزية: Devil's Tramping Ground) (شيطان يطارد الأرض) هو مكان تخييم يقع في غابة بالقرب من منطقة هاربرز كروسرودز في بير كريك، كارولاينا الشمالية. كانت المنطقة موضوع الأساطير والتقاليد المحلية المستمرة التي تزعم في كثير من الأحيان أن الشيطان «يطارد» ويصطاد دائرة قاحلة من الأرض لا ينمو فيها شيء وسط الغابة. لقد تم تصنيف المكان بشكل متكرر في قوائم أسماء أماكن غير إعتيادية.

## قصص محلية
الخرافات حول المكان معروفة جيدًا في المجتمعات المحلية. وتشمل اختفاء أشياء تركت داخل المنطقة بين عشيةٍ وضحاها، نباح كلاب وعوي، عدم الرغبة في الاقتراب من المكان، وأحداث غريبة حدثت لأولئك الذين يمتلكون الشجاعة بما يكفي لقضاء الليل داخل حدود المنطقة. تم الادعاء بأنه لم ينمو أي شيء داخل المنطقة 40 قدم (12 متر) منذ مئات السنين. تقول الأسطورة أن هذا هو المكان الذي يمكن أن يرفع فيه الشيطان نفسه من أعماق الجحيم النارية، ويأتي إلى الأرض. في هذا المكان من المفترض أن يمشي الشيطان بشكل دائري في ليالي معينة ويجلب شره إلى هذا العالم.
جون ويليام هاردن (1903 - 1985) من جرينسبورو، كارولاينا الشمالية، صحفي ومحرر صحيفة ومؤلف ومستشار لمحافظي ولاية كارولينا الشمالية ومديري المنسوجات، تحدث عن دفلز ترمبينغ جراوند:
يقول مواطنو تشاتام ... أن الشيطان يذهب هناك للسير بشكل دائري وهو يفكر في وسائل جديدة لإحداث مشاكل للبشرية. هناك، أحيانًا خلال ظلام الليل، يدوس سلطان العالم السفلي الشرير بصمت حول تلك الدائرة العارية - التفكير، والتآمر، والتخطيط ضد الخير، لصالح الشر.

## في الثقافة الشعبية
تم ذكر دفلز ترمبنغ جراوند في روايتين (رعب) من قبل بوبي زي. برايت: لوست سولز ودراونينغ بلود (بالإنجليزية: Poppy Z.:Lost Souls and Drawing Blood. تجري كل من هاتين الروايتين، جزئيًا على الأقل، في مدينة ميسينغ مايل الخيالية في نورث كارولينا. حصل على الإلهام من (Duncan و Chapel Hill، إن سي (NC) ومدينة أثينا، جورجيا).

## روابط خارجية
- تقرير UNC TV Science على دفلز ترمبنغ جراوند